# Коачелла
Фестиваль музики та мистецтв в долині Коачелла (англ. Coachella Valley Music and Arts Festival), також відомий як Коачелла-фест або просто Коачелла — триденний (раніше одно — або дводенний) музичний фестиваль, що проводиться компанією Goldenvoice у місті Індіо, штат Каліфорнія, розташованому в долині Коачелла у Внутрішній Імперії.
На заході виступають багато музичних виконавців з різних музичних жанрів (включаючи рок, інді, хіп-хоп і електронну, танцювальну музику), а також представлені художні інсталяції і скульптури. На території у декілька етапів постійно проводяться живі концерти. Основними майданчиками є: сцена Коачелла (англ. Coachella Stage), Театр на відкритому повітрі (англ. Outdoor Theatre), намет Гобі (англ. Gobi Tent), намети Мохаве (англ. Mojave Tent), і намет Сахари (англ. Sahara Tent); невеликий купол Оазис (англ. Oasis Dome) був використаний у 2006 і 2011 роках, поки не була представлена сцена Юма (англ. Yuma stage) у 2013 році і сцена Сонора (англ. Sonora stage) у 2017 році.
Вперше захід відбувся в 1999 році, а з 2001 року проводиться щороку в третій або четвертий вихідний квітня. У 2011 році захід відвідали понад 90 тис. осіб, 31 травня 2011 року Goldenvoice оголосили, що, починаючи з 2012 року фестиваль буде проходити у два триденних етапи з різницею в тиждень
На Коачеллі виступають як популярні та відомі виконавці, так і маловідомі артисти та возз'єднані гурти. Коачелла — один з найбільших, найвідоміших і найбільш прибуткових музичних фестивалів у Сполучених Штатах і у всьому світі. Кожен новий фестиваль, який влаштовували з 2013 по 2015 рік встановлював нові рекорди по відвідуваності та валовим прибуткам. На Коачеллу 2016 року було продано 198,000 квитків, а сума прибутків складала 94,2 млн $. Успіх заходу полягає у поєднанні двох музичних фестивалів в одному (Stagecoach і Desert Trip)

## Історія
5 листопада 1993 Pearl Jam виступали для майже 25 000 фанатів в Empire Polo Club в Індіо, Каліфонія. Це місце було обрано через те, що гурт відмовився виступати у Лос-Анджелесі через конфлікт з Ticketmaster з приводу продажу білетів. Для шоу цей клуб підходив за місткістю; Пол Толетт, чия промоутерська компанія Goldenvoice забронювала місце проведення концерту Pearl Jam, сказали, що цей захід посіяв зерно для проростання на цьому місці музичного фестивалю.
В 1997, Goldenvoice за забезпечення місцями проведення концертів боролися з потужнішими компаніями, та вони не могли забезпечувати такі високі гарантії, як їх суперники — наприклад SFX Entertainment. Толетт сказав: «У фінансовому плані нас добре пнули під зад. Ми втратили багато гуртів. І ми не могли звести кінці з кінцями». Як результат, зародилася ідея проведення музичного фестивалю, і Толетт почав продумувати ідеї для такого заходу з багатьма місцями проведення. Він прагнув залучити провідних артистів, які не обов'язково мали успіх у чартах: «Мабуть, якщо ми зберемо купу таких артистів разом, і це могло б стати магнітом для багатьох людей». Під час відвідування фестивалю Glastonbury в 1997 Толетт роздав виконавцям та талановитим менеджерам буклети, що включав фото Empire Polo Club та інформацію про можливу організацію фестивалю там. В контрасті з похмурими умовами в Гластонбері, що були викликані дощем, вони мали «цей буклет….з сонячною Коачеллою. Всі сміялися».
Після розгляду можливих варіантів місця проведення свого фестивалю, Толетт та сумісний президент Goldenvoice Рік Ван Сантен повернулись у Empire Polo Club під час фестивалю Big Gig в 1998. Вражені тим, як це місце підходить для проведення фестивалю, вони вирішили проводити свій захід тут. Промоутери мали надію на урочисте відкриття Coachella Valley Music and Arts Festival в 1998, але не змогли здійснити це протягом року. Анонсування Коачелли та початок продажу квитків відбулись одразу після закінчення Woodstock у липні 1999 року, який прославився крадіжками, підпалами та насиллям. Витрати на страхування Goldenvoice зросли на 40% в результаті того, що покупка квитків на Коачеллу знизилась. Організатори вже обіцяли «висококомфотрний досвід фестивалю» для Коачелли та віддалися цим турботам після Woodstock '99. У рекламі організатори хвалилися безоплатними фонтанами з питною водою, кімнатами для відпочинку та зручними наметами. Толетт вирішив оголосити про новий фестиваль лише після 2-х місяців з часу їх «фінансового самогубства».

### 1999, 2001—2002
9-10 жовтня 1999 року був проведений фестиваль Коачелла. Хедлайнером заходу були: Beck, The Chemical Brothers, Tool, Морріссі та Rage Against the Machine; також приєдналися Jurassic 5 і Underworld. Спочатку промоутери хотіли триденний фестиваль (з п'ятниці до неділі) і навіть запросили англійський гурт Massive Attack у якості хедлайнера на третій день. Організатори прагнули відтворити дух європейських музичних фестивалів у чудовому місці  в Каліфорнії, де маленькі компанії відвідувачів мали змогу насолоджуватися великою кількістю музики. Обираючи учасників, організатори звертали увагу не на популярність в чартах, а на артистичність виконавців, які б вміли активно взаємодіяти з публікою і не давали б їй сумувати. В 1999 Коачелла отримали звання «анти-Вудсток».
Квитки продавалися по 50$ за кожну добу фестивалю. Близько 17 000 квитків було продано на перший день і 20 000 на другий, але організаторами так і не було досягнуто загальної відвідуваності 70 000 осіб. Відвідувачам було запропоновано безкоштовне місце на парковці і пляшка води. Захід пройшов добре, без інцидентів. Фестиваль був добре оцінений як критиками, так і відвідувачами. Pollstar назвав фестиваль «святом року» і Роберт Хілберн з «Лос-Анджелес Таймс» сказав, що він «закладає основу того, що колись може стати нашим особистим надбанням». Однак, Goldenvoice втратили $850,000 на організації заходу, змусивши промоутера, за словами Толлетта, «боротися майже два роки за те, щоб вижити як компанія». Артисти Rage Against the Machine, Tool та Beck погодилися на одержання відстроченої компенсації.
Goldenvoice хотіли провести фестиваль 2000 року в жовтні, але в кінцевому результаті фестиваль було скасовано. Толлетт списує це на перенасиченість музичних фестивалів у Південній Каліфорнії. Тому фестиваль було перенесено на квітень 2001 року. Ціни на квитки було підвищено до $65, організатори зіткнулися з труднощами бронювання на фестиваль та фінансовими проблемами промоутерів і тому Коачеллу було скорочено до 1 дня.
У 2002 році організатори повертаються до дводенного формату. Хедлайнерами на заході стали Björk та Oasis, також виступив возз'єднаний гурт Siouxsie and the Banshees. Вихідці з міста Палм Дезерт гурт Queens of the Stone Age стали першими місцевими виконавцями, які були визнані гідними виступити на фестивалі. Захід відвідали понад 55 000 чоловік протягом двох днів, та вперше фестиваль став майже прибутковим.

### 2003—2005
На фестивалі 2003 року брали участь Red Hot Chili Peppers та Beastie Boys та возз'єднані Iggy Pop і The Stooges, чим привернули увагу великої кількості людей. Ціни в цей час були $75 за один день, та перевищувала $140 за два дні.
У 2004 році виступали возз'єднані Pixies, а також Radiohead, Kraftwerk, The Cure, Belle and Sebastian, The Flaming Lips. Це був перший аншлаг Коачелли, адже загальна кількість відвідувачів за 2 дні складала 110 000 чоловік. Також вперше цей фестиваль відвідали мешканці усіх 50 штатів США. У тому році AEG придбали у Толлетта контрольну частину прав на фестиваль..
У 2005 році захід був проведений з 30 квітня до 1 травня, в ньому брали участь  Coldplay, Arcade Fire, Snow Patrol, Weezer, M.I.A, M83, Bloc Party, The Prodigy, Keane, Chemical Brothers, Kasabian, Nine Inch Nails, Bright Eyes, Wilco, Spoon, Stereophonics, Tegan and Sara, New Order, Rilo Kiley та Jem.

### 2006—2008
У 2006 році хедлайнерами виступили Depeche Mode і Tool. Також два найпопулярніші артисти — Мадонна, яка виступала у переповненому танцювальному шатрі і Daft Punk, виступ якого був визнаним одним з найбільш пам'ятних подій в історії рок-фестивалю Коачелла. Також виступили Massive Attack, Scissor Sisters, James Blunt і Gnarls Barkley. За два дні захід відвідало близько  120 000 глядачів, а Goldenvoice отримав близько 9 мільйонів доларів прибутку.

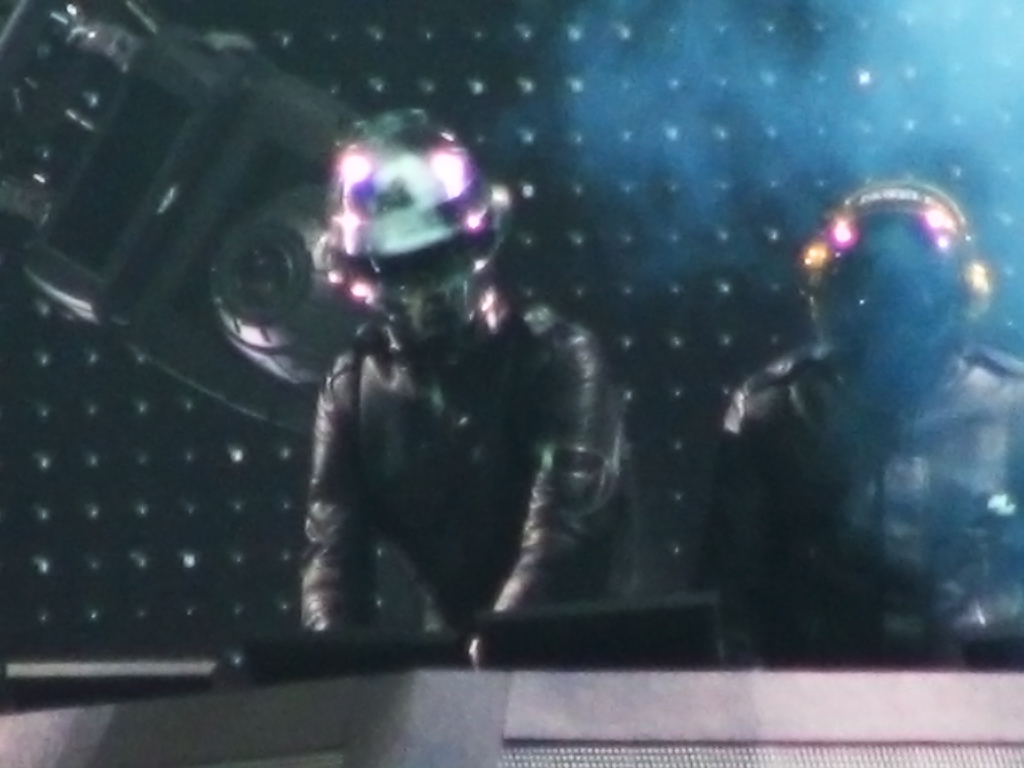
Daft Punk під час виступу на фестивалі Коачелла у 2006 році.

У 2007 році Goldenvoice відкрив фестиваль Stagecoach, щорічний фестиваль музики «кантрі», що  відбувається в Empire Polo Club у вихідні одразу після Coachella. Нова подія допомогла усунути ускладнення з організацією Coachella: Алекс Хааген III, власник поло-клуба, на ділянці якого проводився фестиваль,  планував реорганізувати свою нерухомість, якщо не буде створено новий прибутковий захід. Коачелла була продовжена до трьох днів у 2007 році разом з новим фестивалем. Хедлайнерами були Red Hot Chili Peppers, возз'єднані Rage Against the Machine та Björk. З інших відомих виконавців були: Arcade Fire, LCD Soundsystem, Manu Chao, рідкісний американський виступ артиста Jarvis Cocker і Скарлетт Йохансон, яка співала з возз'єднаними Jesus and Mary Chain. За три дні фестивалю сукупна відвідуваність складала 186,636 осіб і організатори заробили 16,3 мільйона доларів.